# Тамес, Павел
Павел Тамес (Tamesz) — гравёр чешского происхождения начала XVIII века, состоял на службе у Петра I.
В издании «„Книга Марсова или воинских дел от войск царского величества российских“ (Санкт-питербурх, лета Господня 1713, генваря в день первый)» помещены следующие его работы: план Новые Канцы, план Выборга, крепость Динамюнд. Эти работы хранятся и в Эрмитаже на отдельных листах: план Новые Канцы в увеличенном размере в одном экземпляре (папка № 111, полка 5, лист № 53); план Выборга в двух экземплярах, из которых один раскрашенный (папка № 111, полка 5, лист № 26 и папка № 36, полка 5, лист № 13); крепость Динамюнд (папка № 111, полка 5, лист № 45). На всех этих листах подпись: «Paulus Tamesz fecit».
Известно, что в 1728 году Тамес ещё жил в Петербурге.